# Theekopjesattractie
Een theekopjesattractie, teacups, theekopjes of kop-en-schotel is een attractietype waarbij de deelnemers in open bakjes, vaak vormgegeven als grote theekopjes, langs elkaar ronddraaien op een platte schijf. Meestal staan er in totaal 12 theekopjes op de schijf. Deze schijf draait gedurende de rit 360 graden rond. Elke set van drie of vier theekopjes staat echter ook op een eigen draaiende schijf, die onafhankelijk van de grote schijf ook 360 graden in de rondte draait.

## Vormgeving

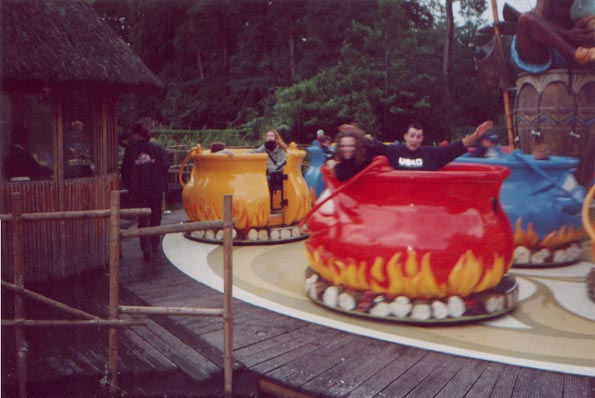
Voormalige Monsieur Cannibale in de Efteling, zonder overkapping

Het meest gebruikte en oorspronkelijke model van dit attractietype is er een waarbij witte theekopjes draaien rond een grote theepot, vaak onder een overdekt ouderwets theehuis. Voorbeelden hiervan zijn onder andere te vinden in Walibi Holland (Pavillon de Thé), Europa-Park (Koffiekopjes) en in Disneyland Parijs (Mad Hatter's Tea Cups).
Soms wordt op dit model gevarieerd. Zo waren in de Efteling in de attractie Monsieur Cannibale de theekopjes vervangen door kookpotten en in de nieuwe attractie Sirocco door bootjes.
Als de kopjes of bakjes niet alleen ronddraaien maar daarbij ook nog eens (doordat ze aan armen vast zitten) van de grond komen, wordt er gesproken van het attractietype polyp.